# Hogna teteana
Hogna teteana Roewer, 1959 è un ragno appartenente alla famiglia Lycosidae.

## Caratteristiche
I cheliceri sono provvisti di colore marrone tendente al nero; la parte frontale è ricoperta da una peluria grigia e bianca.
L'olotipo femminile rinvenuto ha lunghezza totale è di 15mm; la lunghezza del cefalotorace è di 7mm; e quella dell'opistosoma è di 8mm.
L'olotipo maschile rinvenuto ha lunghezza totale è di 12mm; la lunghezza del cefalotorace è di 6mm; e quella dell'opistosoma è di 6mm.

## Distribuzione
La specie è stata reperita nel Mozambico occidentale: nei pressi della città di Tete.

## Tassonomia
Al 2017 non sono note sottospecie e dal 1959 non sono stati esaminati nuovi esemplari.